# Jacques Lebrun
Jacques Baptiste Lebrun (Paris, 20 de setembro de 1910 — Neuilly-sur-Seine, 14 de janeiro de 1996) foi um velejador francês, campeão olímpico. Ele competiu nos Jogos Olímpicos de Verão de 1932 na classe Snowbird e conquistou a medalha de ouro. Além disso, ele participou das edições olímpicas de 1936, 1948, 1952 e 1960 nas classes O-Jolle, Swallow, Finn e 5.5 Metre respectivamente.
Lebrun era projetista de barcos e acabou se tornando diretor técnico da Federação Francesa de Vela. Durante a Segunda Guerra Mundial, ele ajudou a esconder uma parte significativa da coleção do Louvre dos alemães. Sua família era dona de uma empresa de molduras para fotografias.